# Bulharsko na Letních olympijských hrách 2004
Bulharsko na Letních olympijských hrách 2004 v Athénách reprezentovalo 95 sportovců, z toho 49 mužů a 46 žen. Nejmladší účastnicí byla Ana Dangalaková (17 let, 74 dní),
a nejstarší účastnicí byla Cvetanka Christová (42 let, 160 dní). Reprezentanti vybojovali 12 medailí, z toho 2 zlaté, 1 stříbrnou a 9 bronzových.

## Medailisté
| Medaile | Jméno                                                                                                | Sport                | Disciplína                      |
| ------- | --- | -------------------- | ------------------------------- |
| Zlato   | Marija Grozdeva                                                                                      | Sportovní střelba    | ženy 25 metrů sportovní pistole |
| Zlato   | Milen Dobrev                                                                                         | Vzpírání             | do 94 kg                        |
| Stříbro | Jordan Jovčev                                                                                        | Sportovní gymnastika | muži kruhy                      |
| Bronz   | Boris Georgiev                                                                                       | Box                  | váha do 64 kg                   |
| Bronz   | Jordan Jovčev                                                                                        | Sportovní gymnastika | muži prostná                    |
| Bronz   | Georgi Georgiev                                                                                      | Judo                 | do 66 kg                        |
| Bronz   | Marija Grozdeva                                                                                      | Sportovní střelba    | ženy vzduchová pistole 10 m     |
| Bronz   | Veličko Čolakov                                                                                      | Vzpírání             | nad 105 kg                      |
| Bronz   | Armen Nazarjan                                                                                       | Zápas                | Muži řecko-římský do 60 kg      |
| Bronz   | Ivo Janakiev                                                                                         | Veslování            | skif                            |
| Bronz   | Rumjana Nejkovová                                                                                    | Veslování            | skif                            |
| Bronz   | Žaneta Ilieva Eleonora Kežova Zornica Marinova Kristina Ranguelova Galina Tančeva Vladislava Tančeva | Moderní gymnastika   | družstvo žen                    |